# Andrés Junquera
Andrés Avelino Zapico Junquera alias "Pinón" (La Felguera, Asturias, 23 de abril de 1946-Riaño, 6 de mayo de 2019) fue un portero de fútbol español.

## Biografía deportiva

### Inicios en Langreo
Comenzó su carrera deportiva en el Nava, de la que pasó a jugar en el equipo de juveniles de la Cruz Blanca Felguerina. De allí pasó a jugar en segunda división a través del Unión Popular de Langreo. Su juego despertó el interés por el Real Madrid, que le fichó en 1966. Abandonó su Langreo natal, trasladándose a Madrid. 

### Real Madrid
Jugó en el club blanco hasta la temporada 1974/1975, ganando: cinco Ligas y tres Copas del Generalísimo. Además, en su segunda temporada (1967/68) arrebató la titularidad a Antonio Betancort y ganó el Trofeo Zamora como mejor portero, encajando diecinueve goles en veintidós partidos.

### Real Zaragoza
Después de nueve años en el Real Madrid fichó por el Real Zaragoza en 1975, donde terminó su carrera profesional tres temporadas después debido a una lesión de menisco. Con el equipo aragonés vivió la época de los llamados Zaraguayos, participando en el descenso del equipo en 1977 y en el ascenso a Primera en 1978.

## Retirada y fallecimiento
Tras su retirada, Junquera regentó un negocio hostelero en Sama de Langreo. Falleció en la madrugada del 6 de mayo de 2019 a causa de un infarto de miocardio, en el Hospital Valle del Nalón, en Riaño (Langreo).

## Trayectoria deportiva
- 1961-63 Cruz Blanca Felguerina
- 1963-66 Unión Popular de Langreo
- 1966-75 Real Madrid
- 1975-77 Real Zaragoza

## Títulos

### Campeonatos nacionales
- 5 Ligas con el Real Madrid CF (1966-1967, 1967-1968, 1968-1969, 1971-1972, 1974-1975)
- 3 Copa del Rey con el Real Madrid CF (1970, 1974, 1975)

### Títulos personales
- Ganador del Trofeo Zamora al portero menos goleado en la Liga en la temporada 67-68